# Plein (Houten)
Het Plein (Oude Dorp) is een plein in de Nederlandse plaats Houten. Het Plein loopt vanaf de Loerikseweg en tot aan de Burgemeester Wallerweg. Er bevinden zich tal van monumentale huizen en bedrijven aan het Plein alsook de monumentale Pleinkerk.
Op het Plein komen verder de Vlierweg, de Koningin Julianastraat en de Prins Bernhardweg uit.
De straatnaam bestaat sinds 1962. Daarvoor heette het Brink. Na de fusie met de gemeente Schalkwijk waren er twee Brinken in de gemeente en kreeg De Brink in Houten een andere naam: Het Plein.

## Geschiedenis
Het Plein was oorspronkelijk een meent. Het bestond uit een groep boerderijen om een gemeenschappelijke dorpsweide. Door de komst van restaurant De Roskam verplaatste in de 17e eeuw het centrum van alle activiteiten zich naar deze dorpsweide. 
Tussen 1875 en 1936 was midden op de Brink de dorpspomp te vinden. Tevens was er een openbare school aanwezig en het Houtens gemeentehuis. Na een bombardement op 28 november 1944 werd de school vernield. Het gemeentehuis werd in 1957 afgebroken, waardoor er meer ruimte ontstond. Door een herinrichting ontstond het huidige plein. De dorpspomp werd tijdens de renovatie van de Brink in 1957 door een vrachtwagen vernield.
Thans bevindt zich op het huidige dorpsplein een replica van de Schalkwijkse dorpspomp en is ook de muziektent weer in ere hersteld.

## Fotogalerij

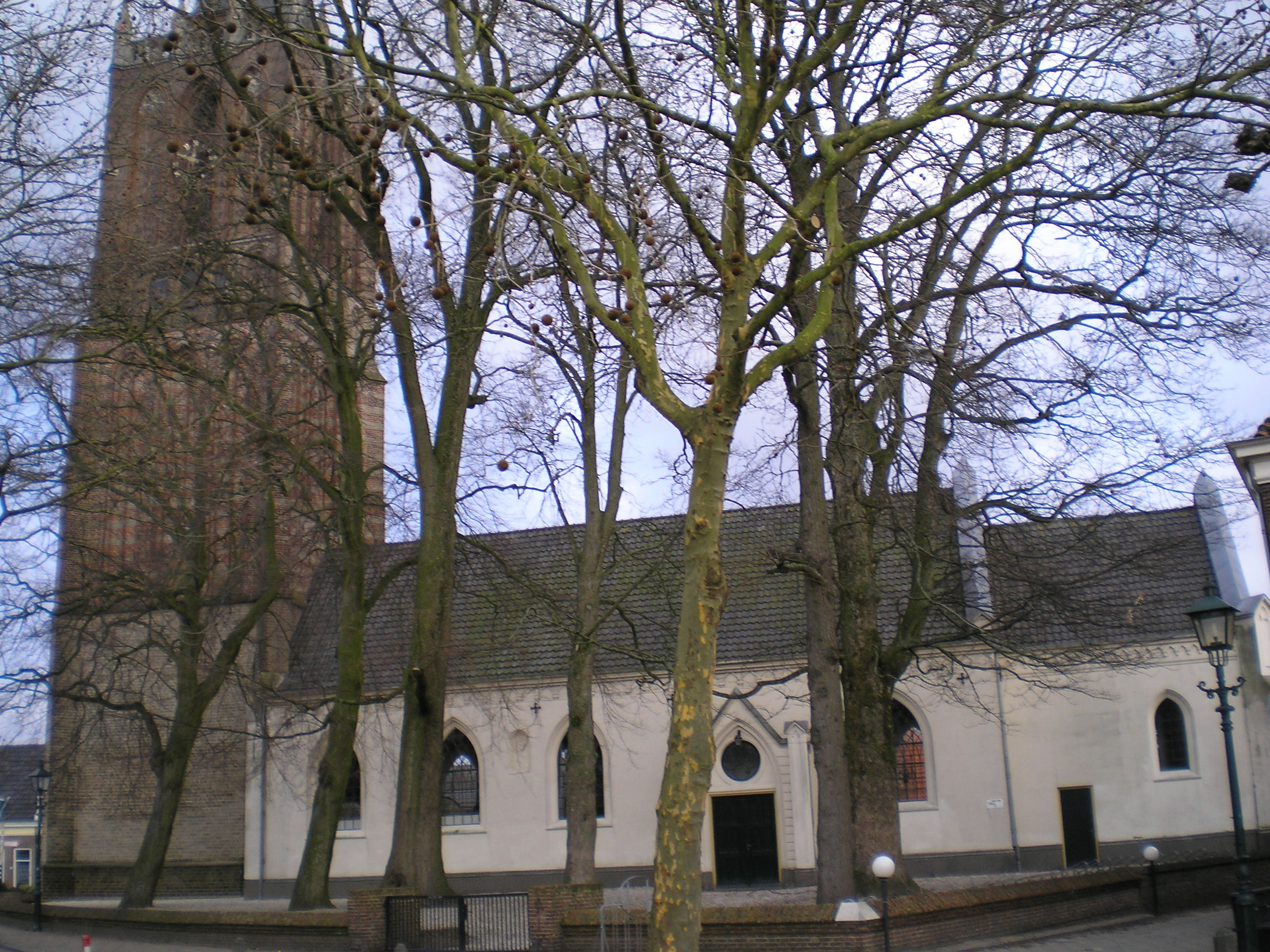
Pleinkerk Plein 27 te Houten in Nederland (rijksmonument)
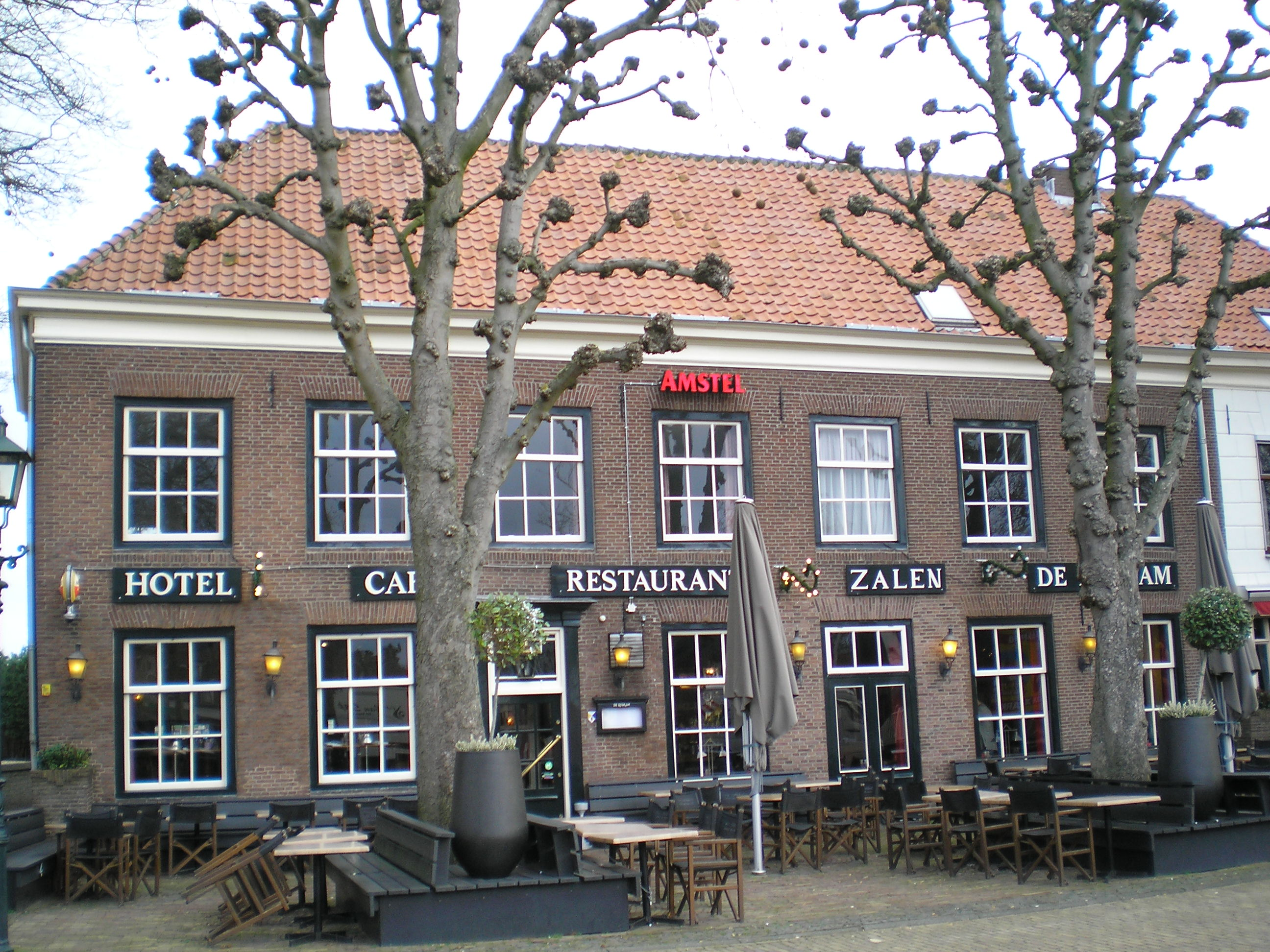
Café restaurant de Roskam Plein 25 te Houten in Nederland (rijksmonument)
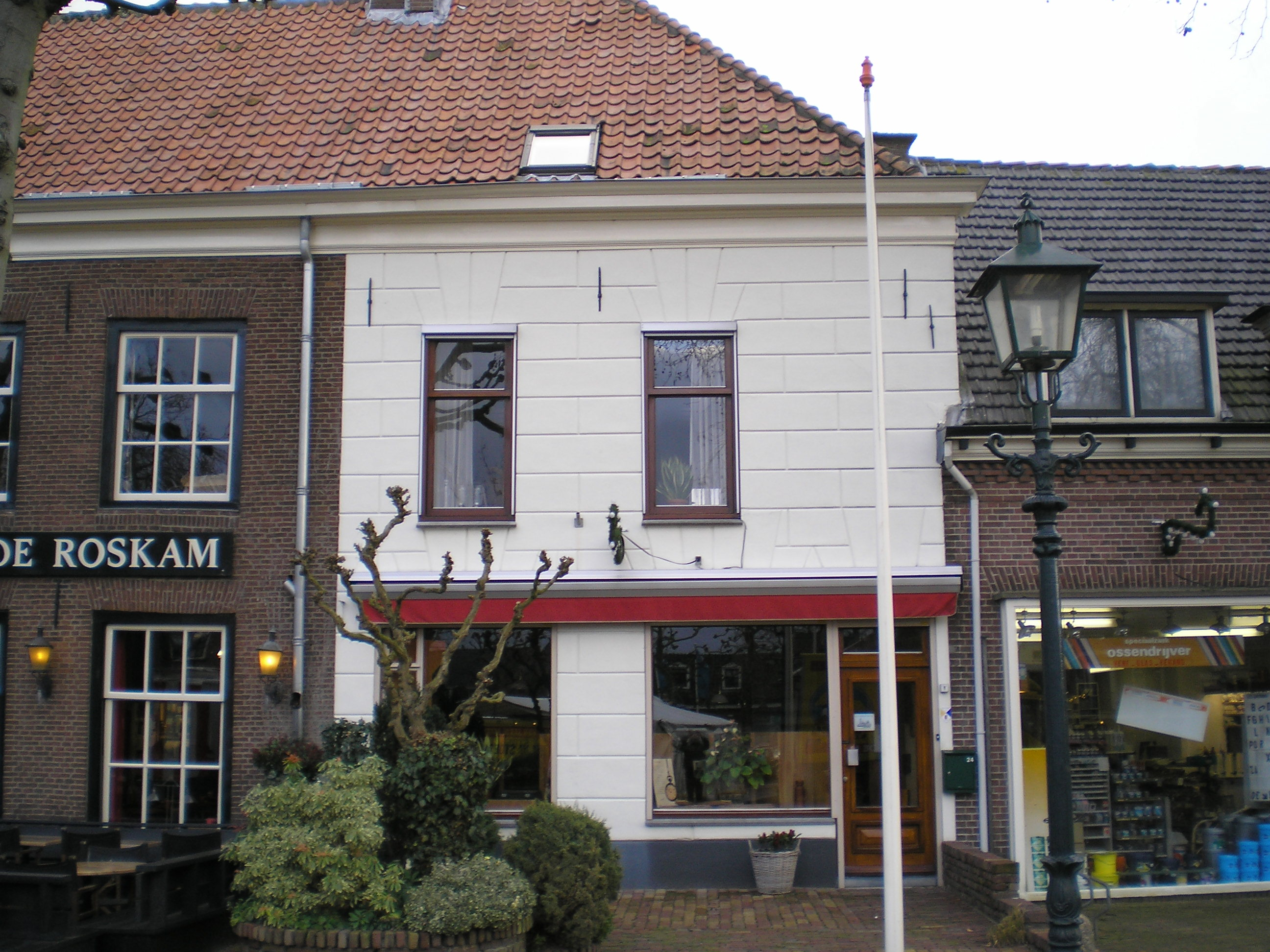
Plein 23 te Houten in Nederland (rijksmonument)
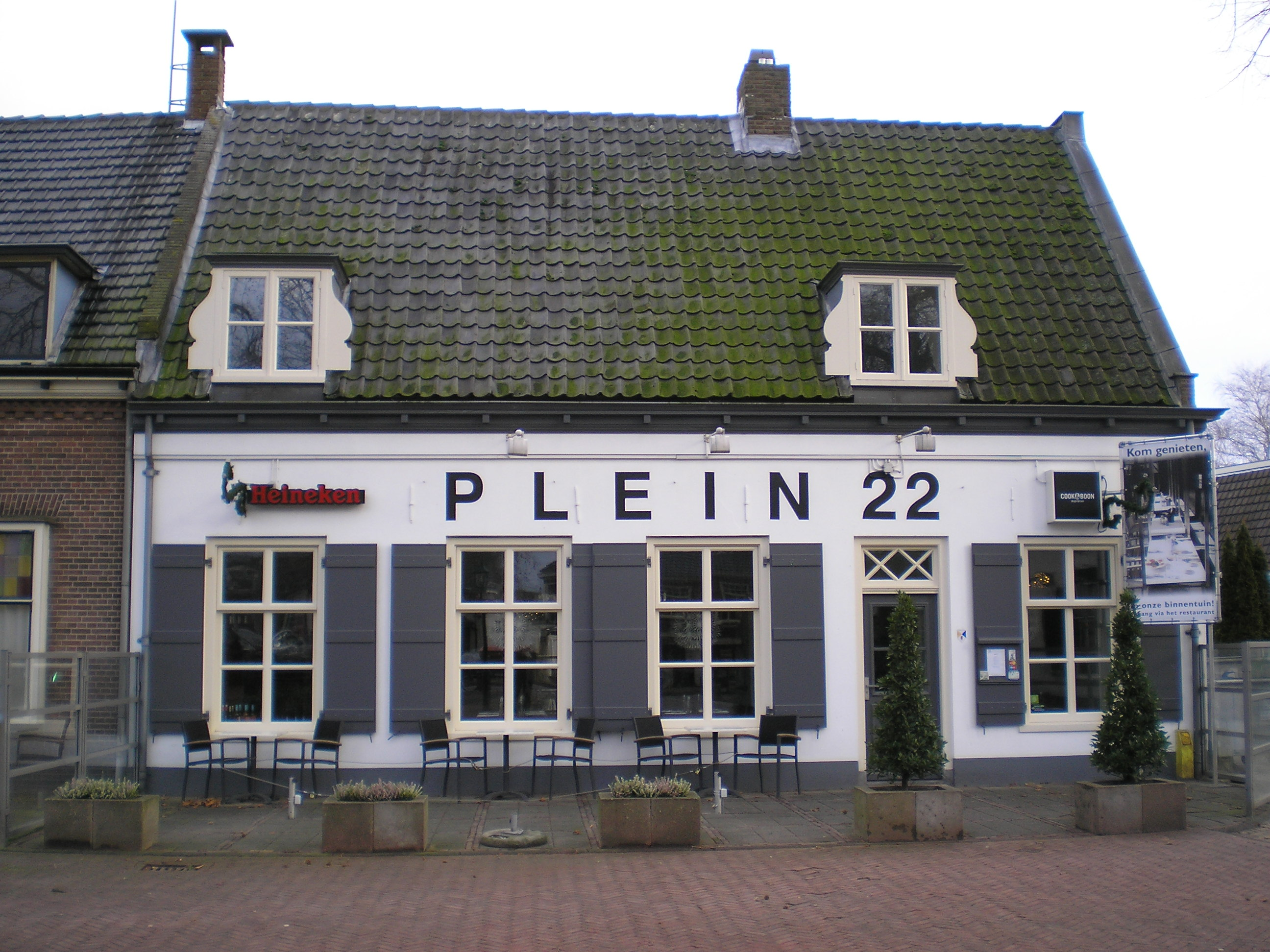
Restaurant Plein 22 te Houten in Nederland (rijksmonument)
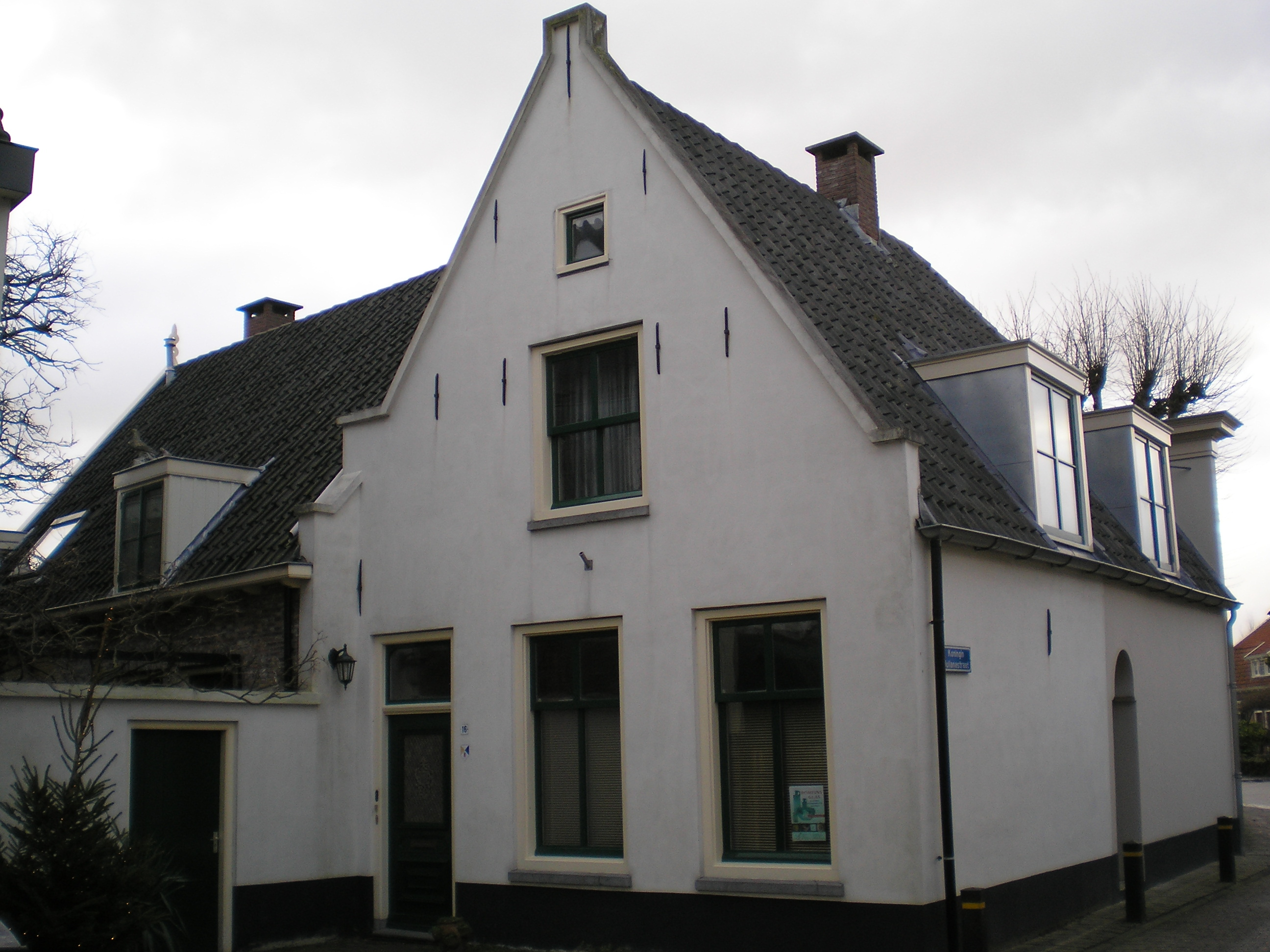
Plein 16 hoek Koningin Julianastraat te Houten in Nederland (rijksmonument)
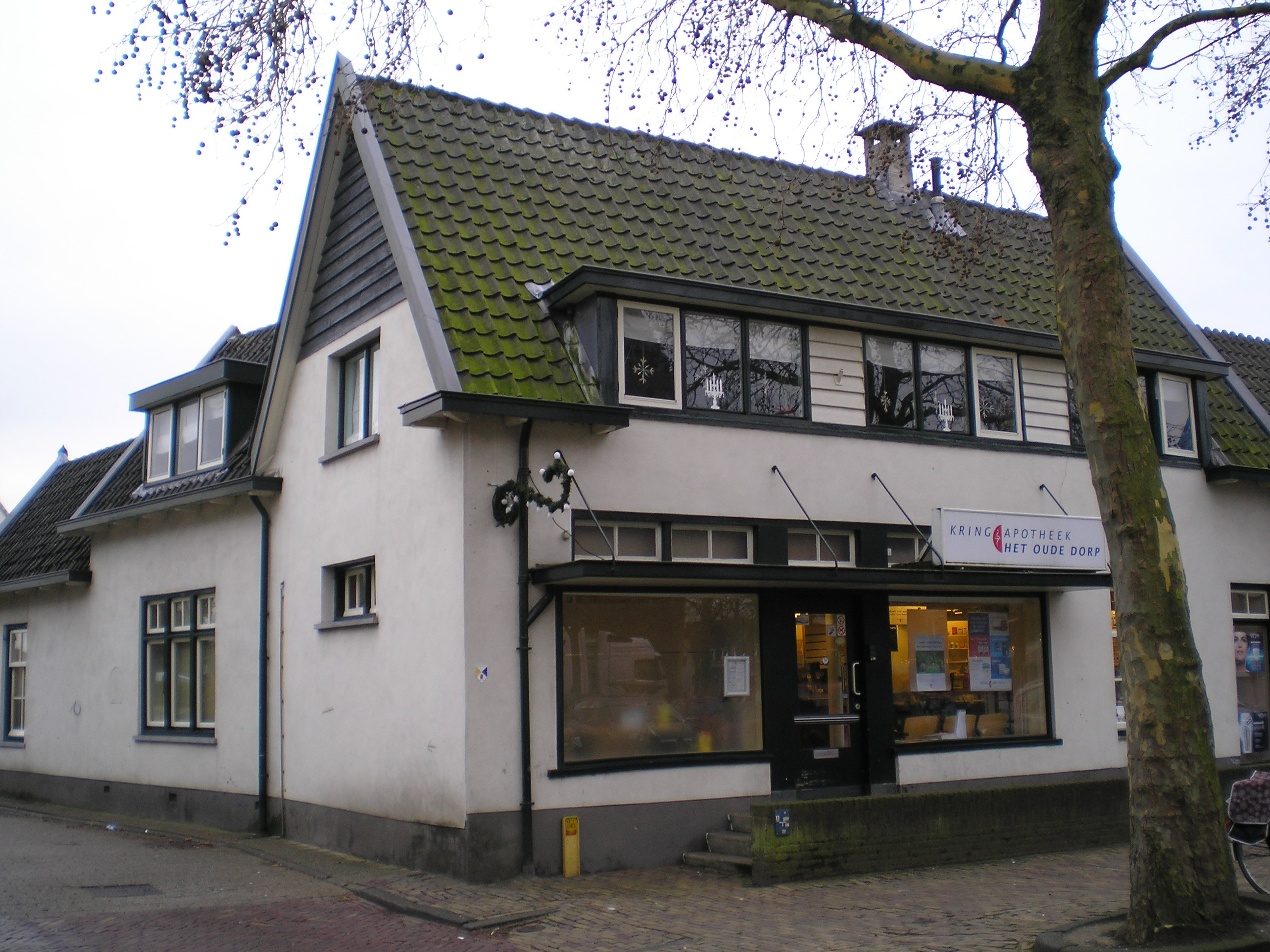
Apotheek aan het Plein 14 te Houten in Nederland (rijksmonument)
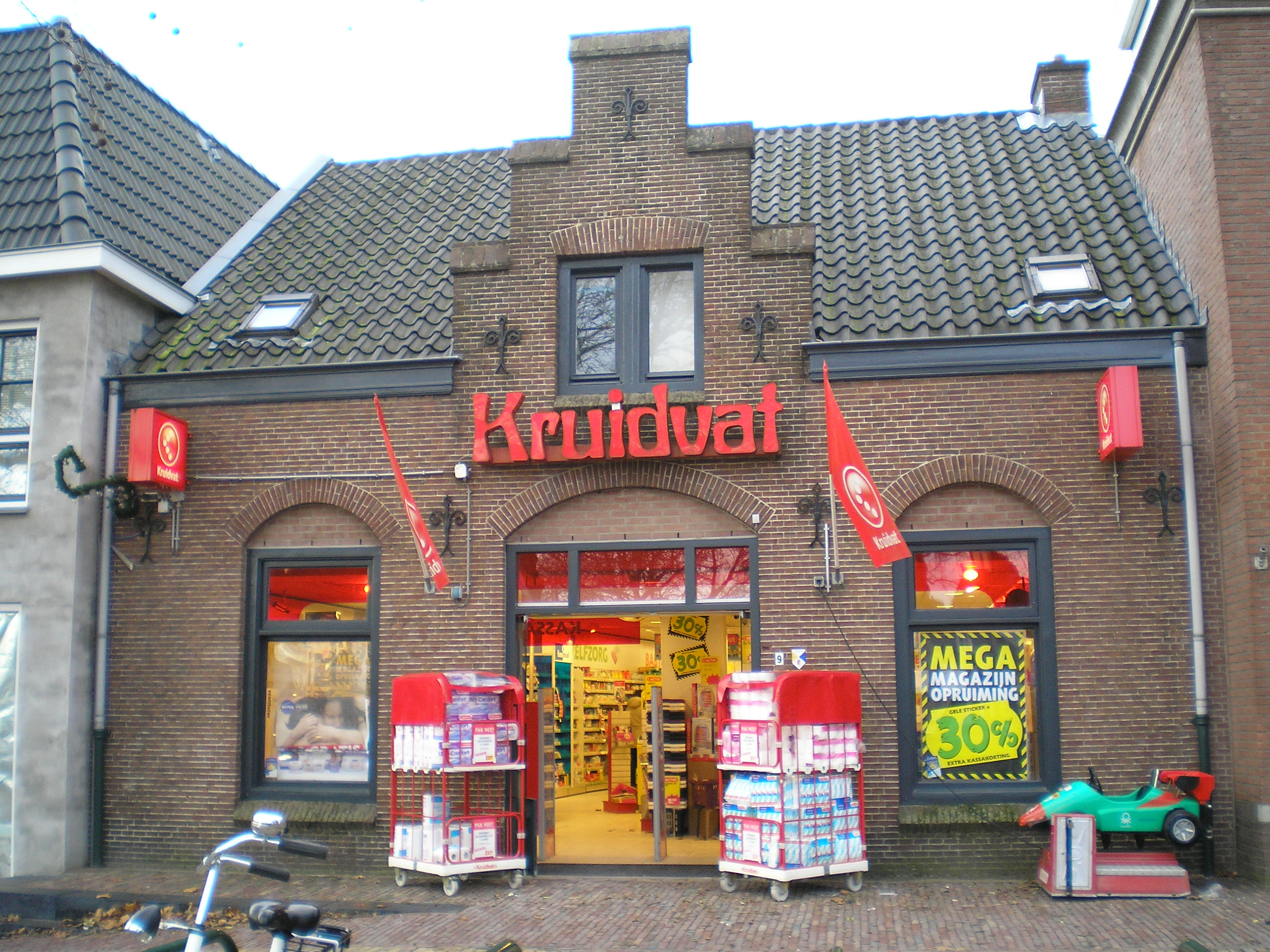
Kruidvat Plein 9 (voormalige gereformeerde school) te Houten in Nederland (monument)
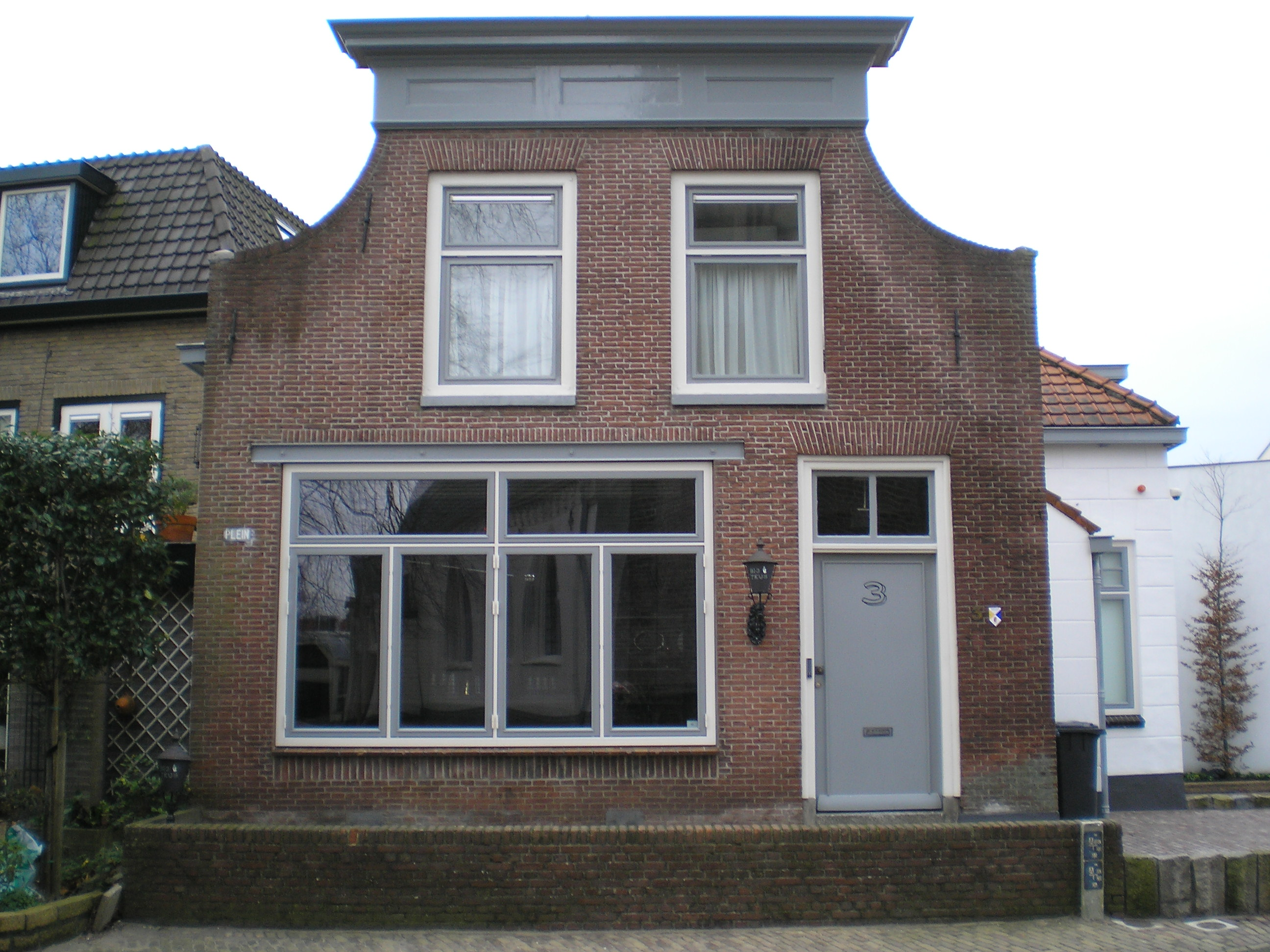
Plein 3 te Houten in Nederland (monument)
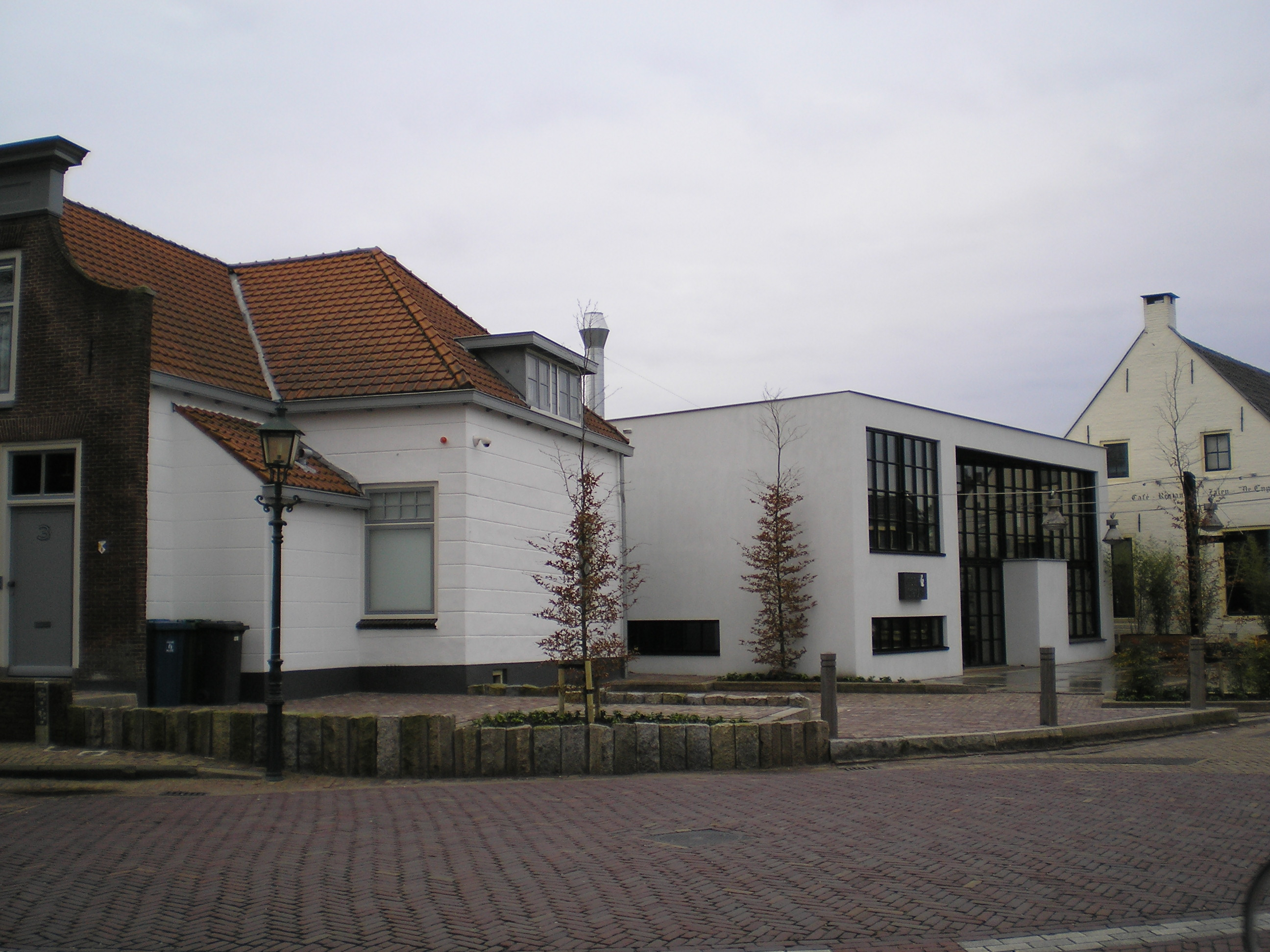
Monumentaal pand Plein 3 en voormalig garagebedrijf Vico[5] omgebouwd tot restaurant Bij Teus te Houten in Nederland[6](op de achtergrond restaurant De Engel)

Beusichemseweg ·
Burgemeester Wallerweg ·
De Poort ·
Heemsteedseweg ·
Herenweg ·
Houtensewetering ·
Koningin Julianastraat ·
Loerikseweg ·
Lupine-oord ·
Notengaarde ·
Oud Wulfseweg ·
Plein ·
Prins Bernhardweg ·
Staatsspoor ·
Stationserf ·
Tiellandtspad ·
Vlierweg ·
Weteringhout